# Campionato mondiale di motocross 2013
Il campionato mondiale di motocross del 2013 si è disputato su 17 prove dal 2 marzo all'8 settembre per la MX1 e la MX2 e tra il 1º aprile e il 7 settembre per la MX3.

## MX1

### Calendario
| Prova | Data        | Gran Premio                       | Località     | Vincitore gara 1 | Vincitore gara 2 | Vincitore GP    |
| ----- | ----------- | --------------------------------- | ------------ | ---------------- | ---------------- | --------------- |
| 1     | 2 marzo     | Gran Premio del Qatar             | Losail       | Clément Desalle  | Antonio Cairoli  | Clément Desalle |
| 2     | 10 marzo    | Gran Premio della Thailandia      | Si Racha     | Antonio Cairoli  | Antonio Cairoli  | Antonio Cairoli |
| 3     | 1º aprile   | Gran Premio d'Olanda              | Valkenswaard | Antonio Cairoli  | Ken De Dycker    | Antonio Cairoli |
| 4     | 14 aprile   | Gran Premio del Trentino          | Arco         | Antonio Cairoli  | Antonio Cairoli  | Antonio Cairoli |
| 5     | 21 aprile   | Gran Premio di Bulgaria           | Sevlievo     | Gautier Paulin   | Antonio Cairoli  | Gautier Paulin  |
| 6     | 5 maggio    | Gran Premio del Portogallo        | Águeda       | Gautier Paulin   | Antonio Cairoli  | Gautier Paulin  |
| 7     | 19 maggio   | Gran Premio del Brasile           | Beto Carrero | Antonio Cairoli  | Antonio Cairoli  | Antonio Cairoli |
| 8     | 9 giugno    | Gran Premio di Francia            | Ernée        | Gautier Paulin   | Antonio Cairoli  | Antonio Cairoli |
| 9     | 16 giugno   | Gran Premio d'Italia              | Maggiora     | Clément Desalle  | Gautier Paulin   | Gautier Paulin  |
| 10    | 30 giugno   | Gran Premio di Svezia             | Uddevalla    | Antonio Cairoli  | Antonio Cairoli  | Antonio Cairoli |
| 11    | 7 luglio    | Gran Premio di Lettonia           | Ķegums       | Ken De Dycker    | Antonio Cairoli  | Antonio Cairoli |
| 12    | 14 luglio   | Gran Premio di Finlandia          | Hyvinkää     | Antonio Cairoli  | Antonio Cairoli  | Antonio Cairoli |
| 13    | 28 luglio   | Gran Premio di Germania           | Lausitzring  | Clément Desalle  | Antonio Cairoli  | Antonio Cairoli |
| 14    | 4 agosto    | Gran Premio della Repubblica Ceca | Loket        | Clément Desalle  | Clément Desalle  | Clément Desalle |
| 15    | 18 agosto   | Gran Premio del Belgio            | Bastogne     | Antonio Cairoli  | Clément Desalle  | Clément Desalle |
| 16    | 25 agosto   | Gran Premio di Gran Bretagna      | Winchester   | Antonio Cairoli  | Clément Desalle  | Clément Desalle |
| 17    | 8 settembre | Gran Premio del Benelux           | Lierop       | Shaun Simpson    | Antonio Cairoli  | Shaun Simpson   |

### Classifiche finali

#### Piloti
| Pos. | Pilota              | Moto        | Punti |
| ---- | ------------------- | ----------- | ----- |
| 1    | Antonio Cairoli     | KTM         | 761   |
| 2    | Clément Desalle     | Suzuki      | 671   |
| 3    | Ken De Dycker       | KTM         | 607   |
| 4    | Kevin Strijbos      | Suzuki      | 553   |
| 5    | Gautier Paulin      | Kawasaki    | 539   |
| 6    | Tommy Searle        | Kawasaki    | 487   |
| 7    | Jeremy van Horebeek | Kawasaki    | 431   |
| 8    | Evgeny Bobryshev    | Honda       | 348   |
| 9    | Shaun Simpson       | TM / Yamaha | 316   |
| 10   | Maximilian Nagl     | Honda       | 314   |

#### Costruttori
| Pos. | Costruttore | Punti |
| ---- | ----------- | ----- |
| 1    | KTM         | 788   |
| 2    | Suzuki      | 719   |
| 3    | Kawasaki    | 649   |
| 4    | Honda       | 538   |
| 5    | Yamaha      | 367   |
| 6    | TM          | 254   |

## MX2

### Calendario
| Prova | Data        | Gran Premio                       | Località     | Vincitore gara 1    | Vincitore gara 2    | Vincitore GP     |
| ----- | ----------- | --------------------------------- | ------------ | ------------------- | ------------------- | ---------------- |
| 1     | 2 marzo     | Gran Premio del Qatar             | Losail       | Jeffrey Herlings    | Jeffrey Herlings    | Jeffrey Herlings |
| 2     | 10 marzo    | Gran Premio della Thailandia      | Si Racha     | Jeffrey Herlings    | Jeffrey Herlings    | Jeffrey Herlings |
| 3     | 1º aprile   | Gran Premio d'Olanda              | Valkenswaard | Jeffrey Herlings    | Jeffrey Herlings    | Jeffrey Herlings |
| 4     | 14 aprile   | Gran Premio del Trentino          | Arco         | Jeffrey Herlings    | Jeffrey Herlings    | Jeffrey Herlings |
| 5     | 21 aprile   | Gran Premio di Bulgaria           | Sevlievo     | Jeffrey Herlings    | Jeffrey Herlings    | Jeffrey Herlings |
| 6     | 5 maggio    | Gran Premio del Portogallo        | Águeda       | Jeffrey Herlings    | Jeffrey Herlings    | Jeffrey Herlings |
| 7     | 19 maggio   | Gran Premio del Brasile           | Beto Carrero | Jeffrey Herlings    | José Butrón         | Jeffrey Herlings |
| 8     | 9 giugno    | Gran Premio di Francia            | Ernée        | Jeffrey Herlings    | Jeffrey Herlings    | Jeffrey Herlings |
| 9     | 16 giugno   | Gran Premio d'Italia              | Maggiora     | Jeffrey Herlings    | Jeffrey Herlings    | Jeffrey Herlings |
| 10    | 30 giugno   | Gran Premio di Svezia             | Uddevalla    | Christophe Charlier | Jeffrey Herlings    | Jeffrey Herlings |
| 11    | 7 luglio    | Gran Premio di Lettonia           | Ķegums       | Jeffrey Herlings    | Jeffrey Herlings    | Jeffrey Herlings |
| 12    | 14 luglio   | Gran Premio di Finlandia          | Hyvinkää     | Jeffrey Herlings    | Jeffrey Herlings    | Jeffrey Herlings |
| 13    | 28 luglio   | Gran Premio di Germania           | Lausitzring  | Jeffrey Herlings    | Jeffrey Herlings    | Jeffrey Herlings |
| 14    | 4 agosto    | Gran Premio della Repubblica Ceca | Loket        | Jeffrey Herlings    | Jeffrey Herlings    | Jeffrey Herlings |
| 15    | 18 agosto   | Gran Premio del Belgio            | Bastogne     | Dean Ferris         | Dean Ferris         | Dean Ferris      |
| 16    | 25 agosto   | Gran Premio di Gran Bretagna      | Winchester   | Dean Ferris         | Christophe Charlier | Glenn Coldenhoff |
| 17    | 8 settembre | Gran Premio del Benelux           | Lierop       | Jeffrey Herlings    | Jeffrey Herlings    | Jeffrey Herlings |

### Classifiche finali

#### Piloti
| Pos. | Pilota              | Moto     | Punti |
| ---- | ------------------- | -------- | ----- |
| 1    | Jeffrey Herlings    | KTM      | 742   |
| 2    | Jordi Tixier        | KTM      | 607   |
| 3    | José Butrón         | KTM      | 518   |
| 4    | Christophe Charlier | Yamaha   | 490   |
| 5    | Glenn Coldenhoff    | KTM      | 472   |
| 6    | Dean Ferris         | Yamaha   | 463   |
| 7    | Jake Nicholls       | KTM      | 424   |
| 8    | Alessandro Lupino   | Kawasaki | 330   |
| 9    | Dylan Ferrandis     | Kawasaki | 329   |
| 10   | Max Anstie          | Suzuki   | 320   |

#### Costruttori
| Pos. | Costruttore | Punti |
| ---- | ----------- | ----- |
| 1    | KTM         | 835   |
| 2    | Yamaha      | 640   |
| 3    | Kawasaki    | 498   |
| 4    | Honda       | 351   |
| 5    | Suzuki      | 346   |
| 6    | TM          | 72    |
| 6    | Husqvarna   | 1     |

## MX3

### Calendario
| Prova | Data         | Gran Premio                       | Località     | Vincitore gara 1 | Vincitore gara 2 | Vincitore GP     |
| ----- | ------------ | --------------------------------- | ------------ | ---------------- | ---------------- | ---------------- |
| 1     | 1º aprile    | Gran Premio d'Olanda              | Valkenswaard | Mike Kras        | Gert Krestinov   | Gert Krestinov   |
| 2     | 5 maggio     | Gran Premio di Bulgaria           | Troyan       | Matthias Walkner | Matthias Walkner | Matthias Walkner |
| 3     | 26 maggio    | Gran Premio d'Ucraina             | Belgorod     | Matthias Walkner | Martin Michek    | Matthias Walkner |
| 4     | 2 giugno     | Gran Premio di Croazia            | Jastrebarsko | cancellato       | cancellato       | cancellato       |
| 5     | 9 giugno     | Gran Premio di Slovenia           | Orehova Vas  | Klemen Gerčar    | Gert Krestinov   | Klemen Gerčar    |
| 6     | 16 giugno    | Gran Premio d'Italia              | Maggiora     | Martin Michek    | Matthias Walkner | Klemen Gerčar    |
| 7     | 21 luglio    | Gran Premio d'Ucraina             | Černivci     | František Smola  | Martin Michek    | Martin Michek    |
| 8     | 4 agosto     | Gran Premio del Brasile           | Macaé        | Cancellato       | Cancellato       | Cancellato       |
| 9     | 25 agosto    | Gran Premio di Gran Bretagna      | Winchester   | Klemen Gerčar    | Shane Carless    | Klemen Gerčar    |
| 10    | 1º settembre | Gran Premio della Repubblica Ceca | Pacov        | Florent Richier  | Matthias Walkner | Florent Richier  |
| 11    | 8 settembre  | Gran Premio di Slovacchia         | Šenkvice     | Matthias Walkner | Florent Richier  | František Smola  |

### Classifiche finali

#### Piloti
| Pos. | Pilota                | Moto     | Punti |
| ---- | --------------------- | -------- | ----- |
| 1    | Klemen Gerčar         | Honda    | 353   |
| 2    | Martin Michek         | KTM      | 347   |
| 3    | Matthias Walkner      | KTM      | 321   |
| 4    | Gert Krestinov        | Kawasaki | 291   |
| 5    | Frantisek Smola       | KTM      | 246   |
| 6    | Christian Brockel     | KTM      | 182   |
| 7    | Petr Michalec         | Honda    | 164   |
| 8    | Pier Filippo Bertuzzo | Yamaha   | 160   |
| 9    | Petr Bartos           | KTM      | 140   |
| 10   | Ludvig Söderberg      | KTM      | 119   |

#### Costruttori
| Pos. | Costruttore | Punti |
| ---- | ----------- | ----- |
| 1    | KTM         | 416   |
| 2    | Honda       | 353   |
| 3    | Kawasaki    | 318   |
| 4    | Yamaha      | 245   |
| 5    | Suzuki      | 182   |